# Lægeforeningen
Lægeforeningen (forkortet LF), tidligere Den almindelige danske Lægeforening (forkortet DADL) er den faglige interesseorganisation for læger i Danmark. Lægeforeningen varetager lægers interesser ved at søge indflydelse på politiske holdninger og beslutningsprocesser, der har betydning for sygdom og sundhed og lægers arbejde. Foreningen arbejder for at fremme kollegialitet og høj faglighed blandt læger og bidrager aktivt til at styrke lægers mulighed for at uddanne sig og udføre forskning og udvikling.
Lægeforeningen er en hovedforening, der omfatter medlemmer af lægernes forhandlingsberettigede foreninger:
- Yngre Læger (YL)
- Foreningen af Speciallæger (FAS)
- Praktiserende Lægers Organisation (PLO)

Lægeforeningen er repræsenteret i hver af de fem regioner med regionale bestyrelser.
Næsten alle læger i Danmark er medlemmer af Lægeforeningen, der 1. januar 2024 havde et medlemstal på 35.803.
Bestyrelsen i Lægeforeningen er sammensat af repræsentanter for de tre forhandlingsberettigede foreninger. Formanden er valgt direkte af repræsentantskabet, der er Lægeforeningens øverste myndighed. Formanden har siden foråret 2020 været Camilla Rathcke.
Lægeforeningen udgiver Ugeskrift for Læger.

## Formænd
Denne liste er ufuldstændig; hjælp gerne med at udfylde den.
- 1857: : Frederik Ferdinand Mourier
- 1857-1859: Carl Edvard Marius Levy
- 1859-1861: Frederik Ferdinand Mourier
- 1861-1863: Christian Andreas Ditzel
- 1863-1869: Carl Emil Tolderlund
- 1869-1874: Frederik Jacob Trier
- 1874-1877: Rasmus Anton Holm
- 1877-1879: Jacob Julius Petersen
- 1879-1883: Lorentz Rasmus Lorentzen
- 1883-1889: Theodor Martinus Trautner
- 1889-1895: Joachim Christian Bünger
- 1895-1901: Georg Ferdinand Borch
- 1901-1907: Sophus Julius Christian Meyer
- 1907-1912: Hjalmar Vilhelm Bernhard Maag
- 1913-1922: Victor Alexander Scheel
- 1922-1928: Sophus Bang
- 1928-1934: Johan Peter Skot-Hansen
- 1934-1940: Hother Adam Tolderlund
- 1940-1945: Mogens Fenger
- 1945-1950: Alfred Carl Christian Clemmesen
- 1950-1958: Charles Ejnar Jacobsen
- 1958-1961: Holger Niels Henning Ehlers
- 1961-1964: Poul Bonnevie
- 1964-1970: Jens Andreas Larsen
- 1970-1974: Jørgen Fog
- 1974-1980: Francis George Robert Zachariae
- 1980-1986: Erik Kristian Holst
- 1986-1992: Jens Kristian Gøtrik
- 1992-1993: Erling Egelund Schmidt
- 1993-1999: Torben Pedersen
- 1999-2005: Jesper Poulsen
- 2005-2010: Jens Winther Jensen
- 2010-2010: Yves Sales (konstitueret)
- 2010-2015: Mads Koch Hansen
- 2015-2020 : Andreas Rudkjøbing
- 2020-: Camilla Rathcke